# Schronisko Holubyho
Schronisko Holubyho — całoroczne schronisko górskie w Białych Karpatach posiadające zarówno ofertę noclegową, jak i gastronomiczną. Usytuowane jest na wschodnim zboczu Wielkiej Jaworzyny, na wysokości 920 m n.p.m. Znajduje się w gminie Lubina, około 250 m od czesko-słowackiej granicy, przechodzącej wzdłuż grzbietu Białych Karpat.

## Historia
Budowa schroniska na Wielkiej Jaworzynie została zainicjowana przez Klub Czechosłowackich Turystów (KČST) w Uherskim Brodzie i Starej Turze oraz Ministerstwo Handlu Czechosłowacji. Kamień węgielny położono 8 lipca 1923 r. W wydarzeniu udział brali mieszkańcy z obu stron granicy, związki turystyczne, przedstawiciele polityczni oraz reprezentanci majątków Springerów i Liechtensteinów. Na budowniczego wybrano Josefa Jiráska z Uherskiego Brodu.
Krótko przed rozpoczęciem budowy, 15 czerwca 1923 r., u swojego zięcia w Pezinoku, zmarł słowacki, botanik, etnograf, protestancki kaznodzieja, pisarz narodowy i zwolennik ruchu czesko-słowackiej wzajemności (česko-slovenská vzájomnosť), Jozef Ľudovít Holuby, działający również w Białych Karpatach. Prezes oddziału KČST w Uherským Brodzie i przyjaciel Holubyho, Ferdinand Prager, zaproponowali, aby budowane schronisko zostało nazwane na cześć zmarłego. Propozycja ta nie spotkała się ze sprzeciwem.
Wybudowane schronisko zostało pierwszy raz otwarte dla turystów 6 lipca 1924 r., oficjalny odbiór nastąpił 2 listopada 1924 r. Pierwszym gospodarzem został Alois Zálešák. Nowe schronisko nie służyło jednak długo. W nocy 10 grudnia 1926 roku wybuchł pożar, który w ciągu siedmiu godzin doszczętnie zniszczył budynek. Całkowite szkody wyceniono na 450 000 CZK. Niewykazano, aby pożar wybuchł w wyniku podpalenia ani zaniedbania obowiązków.
Klub Czechosłowackich Turystów postanowił odnowić schronisko, budowniczym był Josef Hanuš z Uherskégo Brodu. Nowe schronisko zostało otwarte 22 lipca 1930 roku, a jego gospodarzem ponownie został Alois Zálešák. Znajdowała się tam obszerna jadalnia i dziewięć pokoi z 27 łóżkami, a na poddaszu dwie wieloosobowe sale sypialne z 35 łóżkami. Pokoje umeblowały oddziały Słowackiego oraz Poważskiego ruchu turystycznego. Do schroniska należało również 16 ha łąki, na której już w 1931 r. odbywały się zawody narciarskie. W latach trzydziestych XX wieku nastąpiła rozbudowa okolicznej infrastruktury: budowa drogi dojazdowej, wyciągów narciarskich, oznakowanie szlaków turystycznych itd. W budynku zainstalowano również telefon. Jednak wszystkie prace zostały przerwane wraz z rozpadem Republiki Czesko-Słowackiej w 1939 roku.
Po II wojnie światowej schronisko stało się własnością państwową, zmieniali się też gospodarze. Po zmianie ustroju w 1989 roku odkupił je ówczesny gospodarz Miroslav Masarik. W listopadzie 2006 roku zostało nabyte przez Miroslava Martinčka, który ponownie otworzył zamknięte przez kilka lat schronisko. W 2009 roku nastąpiła egzekucja nieruchomości i przetarg. W latach 2011 –  2017 roku schronisko było własnością kilku osób fizycznych. Od grudnia 2017 jedynym właścicielem jest prywatna firma.
W latach 2010 – 2011 do elewacji wschodniej dobudowano zadaszony taras z łamanego kamienia. W dniu 28.07.2013 r. z okazji obchodów 95. rocznicy otwarcia obiektu została odsłonięta na fasadzie schroniska tablica pamiątkowa z brązowym popiersiem Jozefa Ľudovíta Holuby autorstwa akademickiego rzeźbiarza Stanisława Mikusza. Inicjatorem tego wydarzenia był Miroslav Martinček, ówczesny gospodarz.

## Zaplecze schroniska
Obiekt posiada łącznie 31 miejsc noclegowych w pokojach dwu, trzy i czteroosobowych. Znajduje się w nim również restauracja oferującą dania na ciepło oraz na zimno. W pobliżu schroniska znajduje się stok narciarski z trzema wyciągami.

## Położenie i dostępność
Do schroniska prowadzi droga asfaltowa ze Starej Tury oraz kilka oznakowanych szlaków turystycznych zarówno od strony czeskiej, jak i słowackiej. Przebiegają tu również długodystansowe szlaki turystyczne - wzdłuż grzbietu, od zachodu czerwony Szlak Bohaterów Słowackiego Powstania Narodowego z Myjavy, a od północnego wschodu zielony szlak ze szczytu Veľký Lopeník .

## Galeria

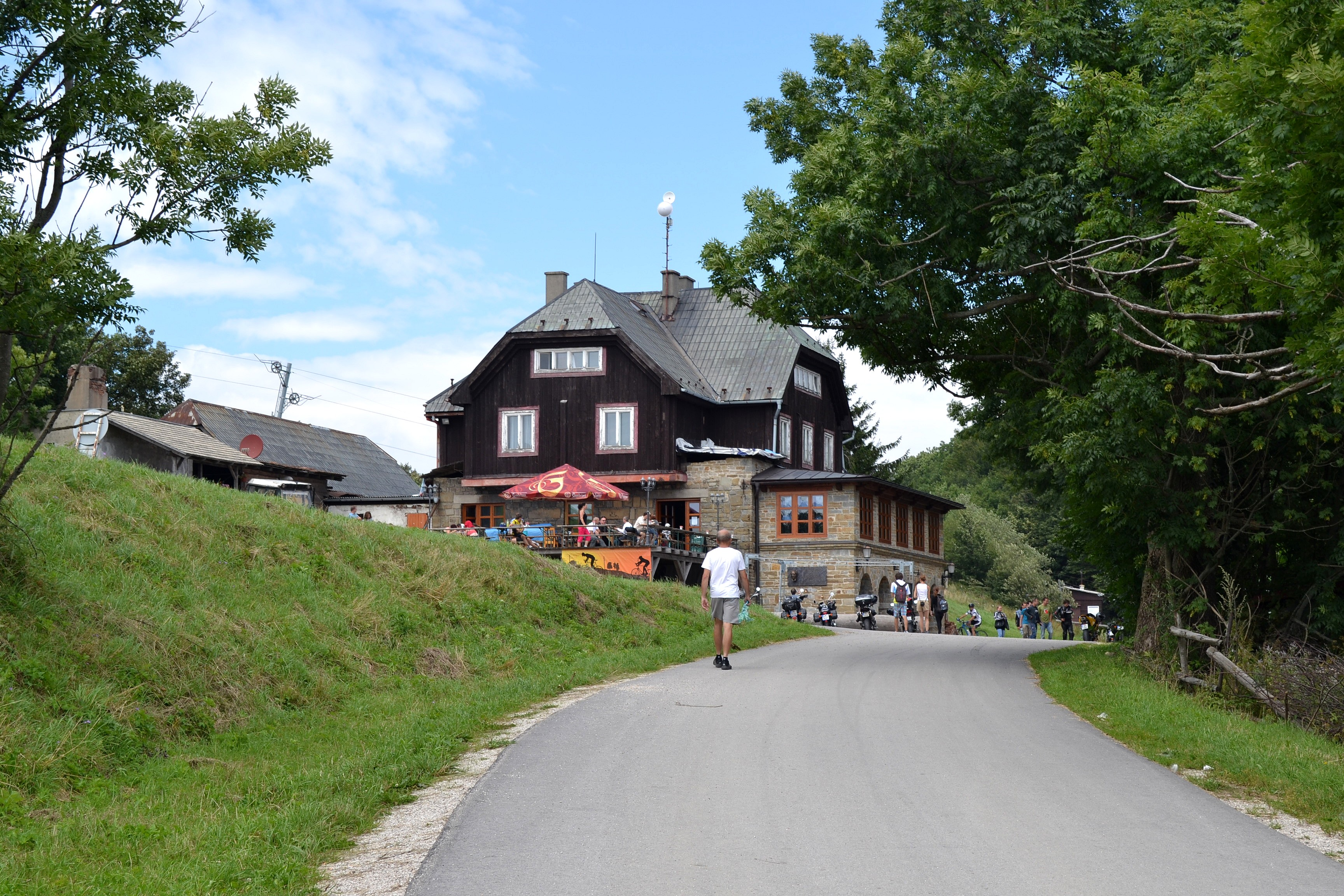
Droga dojazdowa od strony parkingu
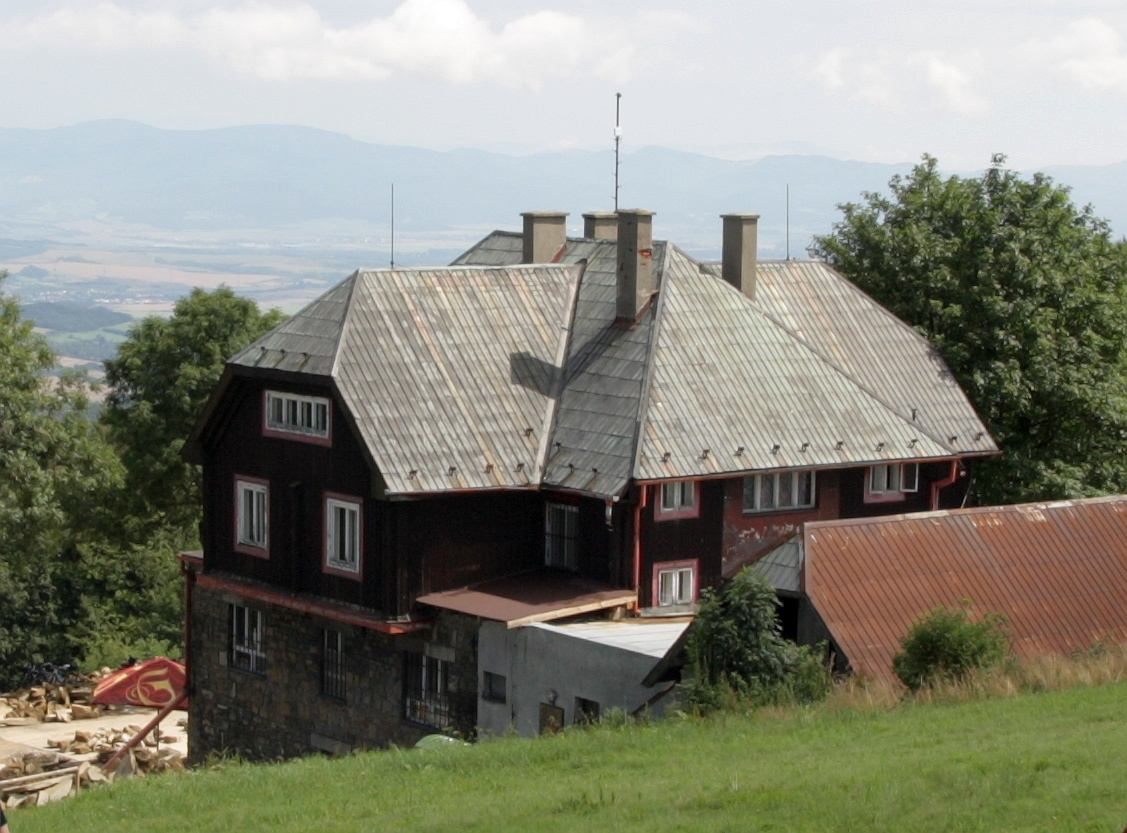
Widok na północny zachód
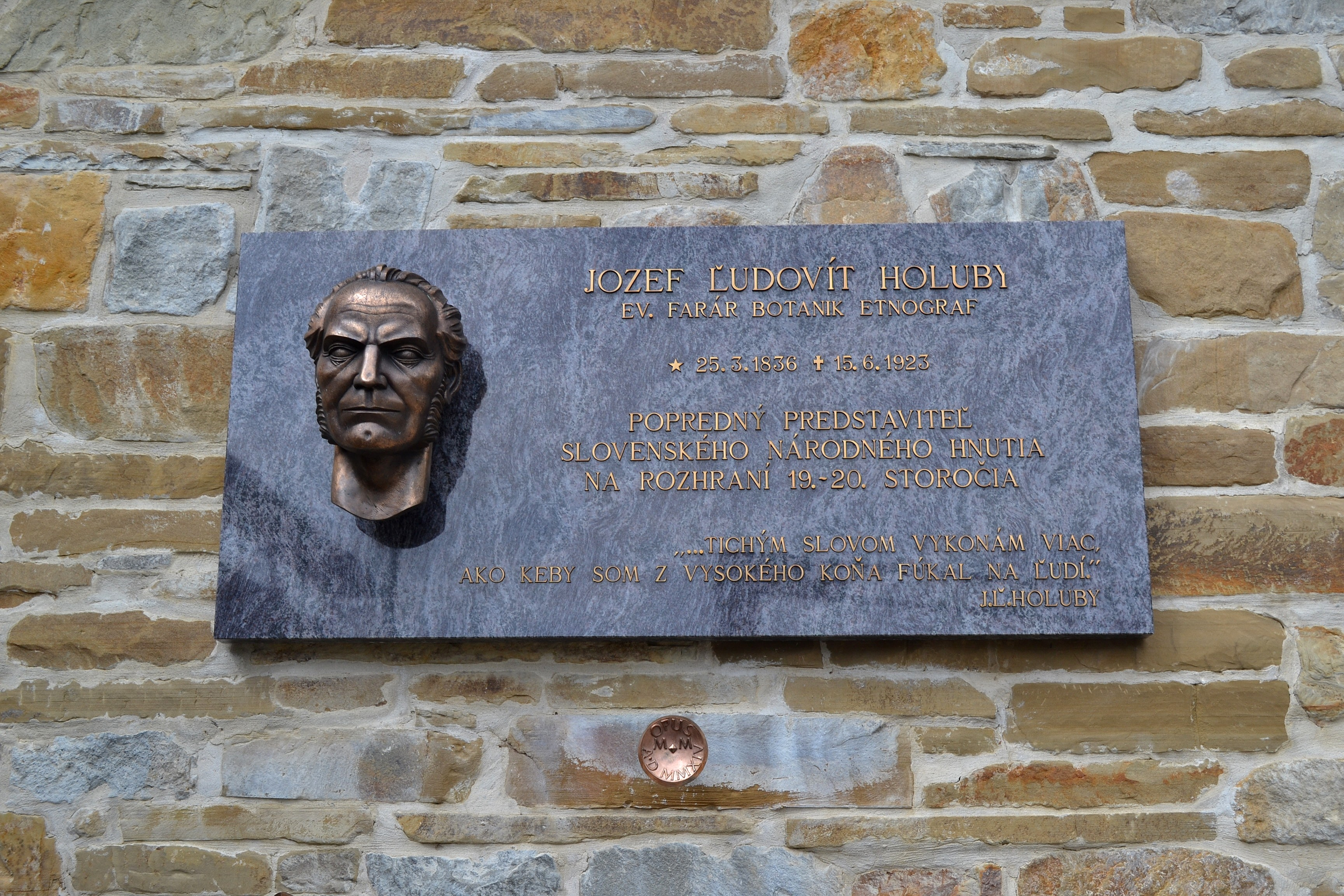
Tablica pamiątkowa z popiersiem Jozefa Ľudovíta Holuby
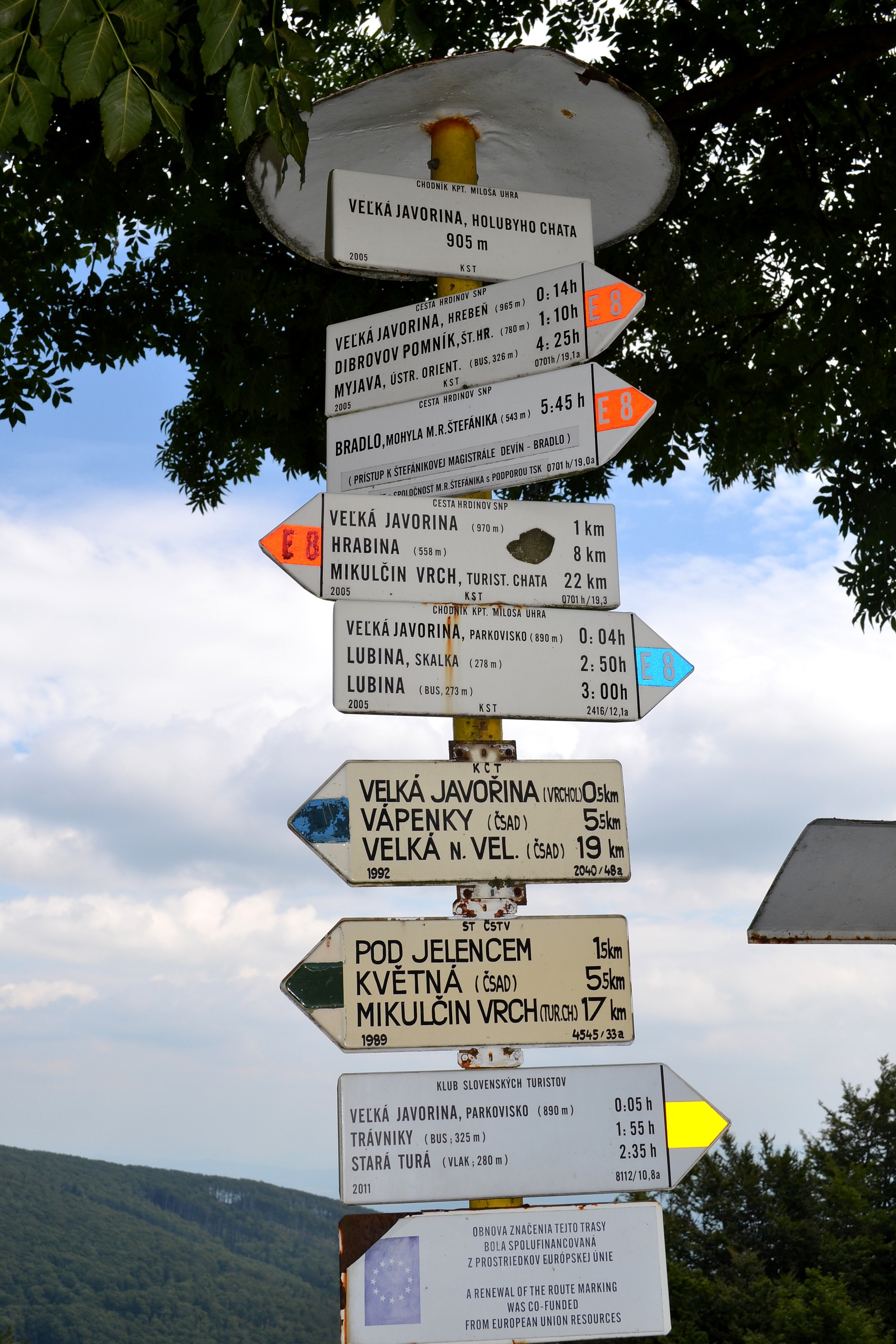
Drogowskazy przed schroniskiem